# J.A. Fridericia
Julius Albert Fridericia (født 10. juni 1849 i København, død 28. oktober 1912 på Frederiksberg) var dansk historiker og professor.
Fridericia blev født i København i et jødisk hjem som søn af manufakturhandler Heyman Samuel Fridericia (1798-1869) og Emma (Banise) Cohen-Brandes (1814-1853) og blev student 1866 med udmærkelse. 1872 tog han magisterkonferens i historie.
Hans dyberegående studier rettedes i begyndelsen mest imod Danmarks udenrigspolitik ved midten af det 17. århundrede, og da han indså, at denne kun kunne oplyses fuldt ved hjælp af det store diplomatiske kildestof i udlandets arkiver, besøgte han efterhånden alle hovedarkiverne i Sverige, Tyskland, Nederlandene, Frankrig og England. På et således erhvervet, tilnærmelsesvis udtømmende kendskab til både trykte og utrykte kilder byggede Fridericias første hovedværk: Danmarks ydre politiske Historie i Tiden fra Freden i Lybek til Freden i Kjøbenhavn 1629-1660, hvoraf første del udkom 1876 og anden del 1881. Værket var rigt på detaljer, men samtidig båret af en sikker strukturering af hændelsesforløbet og nuancerede personkarakteristiker.
Samtidig arbejdede Fridericia dog også med Danmarks indre forhold i samme tidsrum, og efterhånden blev dette det centrale i hans studier. Hans talrige afhandlinger kastede snart lys over tidens statsretlige forhold ("Nogle Bemærkninger om Rigsmarskerne og Rigsmarskembedet, især under Christian IV" i Historisk Tidsskrift, 4. række III (1872-1873) og "Frederik III og Enevældens Indførelse" i Historisk Tidsskrift, 5. række VI (1886-1887)), snart over adelens forhold ("Den gamle danske Adels Fald og begyndende Opløsning under Frederik III" i G. og E. Brandes (red.): Det nittende Aarhundrede, København 1877) eller de lavere stænders vilkår ("Kjøbenhavns Befolkningsforhold" og "Historisk-statistiske Undersøgelser om Danmarks Landboforhold" i Historisk Tidsskrift, 6. række II (1889-1890)).
Undertiden blev Fridericia også herved ført uden for det 17. århundrede, således tilbage til middelalderen for at opklare Øresundstoldens oprindelse og frem til det 18. århundrede i et festskrift fra 1888: Den danske Bondestands Undertrykkelse og Frigjørelse, udarbejdet efter opfordring fra Studentersamfundet og udgivet på dettes forlag. Skrevet på basis af et indtrængende kildestudium vidnede alle disse arbejder om Fridericias store pålidelighed og modne blik, ligesom der rundt i dem fremtræder et vidtstrakt kendskab til Europas almindelige historie, der også satte frugt i et par mindre afhandlinger.
I 1894 udkom Fridericias store syntese Adelsvældens sidste Dage, der beskæftigede sig med Danmarks indenrigs- og udenrigspolitiske historie i tidsrummet 1648-1660. Tobindsværket om den udenrigspolitiske historie var aldrig blev ført længere frem end til Brømsebrofreden i 1645, og Fridericia havde åbenbart hurtigt forladt planerne om med et tredje bind at bringe værket frem til 1660. I forordet til Adelsvældens sidste Dage skrev han:
Allerede under Udarbejdelsen af de to første Bind havde jeg følt det uheldige i at skille de indre og ydre Forhold fra hinanden i en Periode, hvor Vekselvirkningen mellem dem var af indgribende Natur. [...] Jeg besluttede mig derfor til at forsøge en Skildring af Danmarks indre og ydre Historie i Tiden fra Christian IV's Død 1648 til Enevældens Indførelse 1660.
Syntesens bærende helhedsopfattelse var præget af en evolutionistisk forståelse af samfundsudviklingen, hvor adelens manglende omstilling fra krigerkaste til godsejere og embedsmænd førte til, at den mistede magten, og enevælden var et nødvendigt, historisk-funktionelt onde på vej mod demokratiseringen. Det samme kan siges om Fridericias bidrag til Danmarks Riges Historie (1896-1907), hvor han tog sig af det 17. århundrede.
Fridericia blev i 1874 ansat ved Københavns Universitetsbibliotek, ved hvilket han fra 1. januar 1891 var underbibliotekar. Fra 1. marts 1899 til sin død var han professor i historie ved Københavns Universitet. Efter universitetsansættelsen udgav Fridericia en række universitetslærebøger, hvilket sammen med, at han 1899-1912 var redaktør på Historisk Tidsskrift, optog hans tid, så der ikke blev tid til nye dybere kildestudier.
11. oktober 1876 vandt det første bind af hans udenrigspolitiske hovedværk ham den filosofiske doktorgrad. 1877 var han medstifter af Selskabet for Udgivelse af Kilder til Dansk Historie og udgav for dette dels sammen med C.F. Bricka Kong Christian IV's egenhændige Breve, 1-6 (1878-1891), dels alene Aktstykker til Oplysning om Stavnsbaandets Historie (1888). 1883 blev Fridericia medlem af Det kongelige danske Selskab for Fædrelandets Historie, 1888 af Videnskabernes Selskab. 1894 blev han Ridder af Dannebrog.
28. december 1886 ægtede han Emma Siemsen, datter af kaptajn Siemsen ved Bornholms Væbning. Han forlod jødedommen, og hans urne findes på Bispebjerg Kirkegård. Hans efterladte papirer og samling af avisartikler findes i Det Kongelige Bibliotek. Han er portrætteret af P.S. Krøyer på maleri af Videnskabernes Selskab 1897 (Videnskabernes Selskab).

## Udvalgt bibliografi
- Danmarks ydre politiske Historie i Tiden fra Freden i Lybek til Freden i Kjøbenhavn 1629-1660, København 1876 og 1881 (optrykt af Selskabet for Udgivelse af Kilder til dansk Historie 1972, ISBN 87-7500-816-5)
- Kong Christian den Fjerdes egenhændige Breve, 1-6, København 1878-1891 (optrykt af Selskabet for Udgivelse af Kilder til Dansk Historie 1969-1970 (sammen med et 7. bind, udgivet som supplement i 1947 af ved Johanne Skovgaard) ISBN 87-7500-401-1)
- Aktstykker til Oplysning om Stavnsbaandets Historie, København 1888 (optrykt af Selskabet for Udgivelse af Kilder til dansk Historie 1973 ISBN 87-7500-422-4)
- Adelsvældens sidste Dage, København 1894 (optrykt af Selskabet for Udgivelse af Kilder til dansk Historie 1969)
- Danmarks Riges Historie, København 1896-1907 (bind 4: 1588-1699)
- Den nyeste Tids Historie, København 1903-1905
- Udsigt over den politiske Historie fra 1848 til Nutiden, København 1905-1906
- Det syttende og attende Aarhundrede, København 1910-1911
- Studier over Adelsvældens Historie : udvalgte Afhandlinger og Anmeldelser, København 1979 ISBN 87-7500-878-5 (introduktion af E. Ladewig Petersen). Samlingen indeholder de fleste af de i teksten nævnte arbejder.